# میوزیک رو

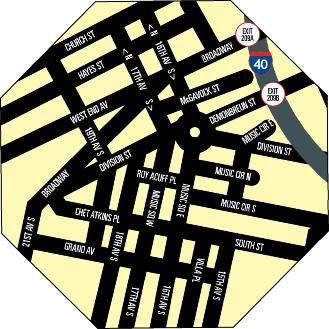
نقشه‌ای از منطقۀ موزیک رو در نشویل

موزیک رو (انگلیسی: Music Row) یک منطقهٔ تاریخی در جنوب غربی مرکز شهر نشویل، تنسی، ایالات متحده است، که شهر خانگی بسیاری از مشاغل مربوط به موسیقی، عمدتاً موسیقی کانتری، موسیقی گاسپل و موسیقی مسیحی معاصر است.
با قرار گرفتن در مرکز خیابان‌های شانزدهم و هفدهم جنوبی (به‌ترتیب موزیک روی شرقی و موزیک روی غربی نامیده می‌شوند)، همراه با چندین خیابان فرعی، به‌طور گسترده‌ای مرکز صنعت سرگرمی نشویل محسوب می‌شود.